# Spirit River
Spirit River es una ciudad en el norte de Alberta, Canadá. Son aproximadamente 78 kilómetros norte de Grande Prairie en el cruce de la autopista 49 y la autopista 731.

## Demografía
En el Censo de Población de 2016 realizado por Statistics Canada, la ciudad de Spirit River registró una población de 995 habitantes viviendo en 442 de sus 487 viviendas privadas totales, un cambio de -2,9% con respecto a su población de 2011 de 1,025. Con una superficie de terreno de 3,14 km², tenía una densidad de población de 316,9/km en 2016.
En el censo de 2011, el pueblo de Spirit River tenía una población de 1025 habitantes que vivían en 425 de sus 471 viviendas totales, un cambio de -10,7 % con respecto a su población de 2006 de 1148. Con una superficie de terreno de 2,81 km², tenía una densidad de población de 364,8/km en 2011.

## Economía
La comunidad es en gran parte agrícola, al estar situada en el fértil País de la Paz. También cuenta con una activa industria de petróleo y gas.

## Historia
El nombre Spirit River proviene del Cree Chepe Sepe, o Ghost River.
En 1891, un puesto comercial se convirtió en el asentamiento original a orillas del río Spirit. La  ganadería en la zona comenzó ya en la década de 1840 y la agricultura en la de 1880. La primera escuela abrió en 1910. En 1915, al noroeste, en la sección 22, el ferrocarril de Edmonton, Dunvegan y Columbia Británica subdividió un pueblo llamado Spirit River Station. Los residentes y comerciantes del antiguo asentamiento se trasladaron entonces, creando un pueblo en 1916. El 16 de febrero de ese año, el Herald Tribune informó que McRae & Co. abrió un almacén general. Spirit River se incorporó como ciudad en 1951.
En 1923, se creó la reserva de trigo.
En octubre de 2013, un equipo de inspección de tuberías que trabajaba en el área de Saddle Hills, al suroeste de Spirit River, desenterró un fósil de dinosaurio de 10 metros de largo. Más tarde se confirmó que era el hadrosaurio de pico de pato.
La ciudad de Spirit River, junto con el Distrito Municipal de Spirit River, celebraron su centenario en agosto de 2016.

## Gobierno
La oficina municipal del Distrito Municipal de Spirit River nº 133 se encuentra en Spirit River. También es la sede de la Junta Escolar de Peace-Wapiti y de las oficinas provinciales de Alberta Agriculture y Fish and Wildlife.

## Infraestructura
Transporte
Un aeropuerto pavimentado tiene capacidad para vuelos de emergencia médica y aviones privados.
Recreación
La ciudad cuenta con una pista de curling, un estadio, una piscina al aire libre, una biblioteca, un museo y un salón comunitario.
Atención médica
Spirit River alberga un hospital y el Centro de Salud Central Peace, una clínica de nueva construcción que cuenta con consultas de médicos, dentistas, fisioterapeutas y masajistas. En 2024 se inaugurará una nueva residencia de ancianos con 92 camas.

## Educación
La ciudad alberga dos escuelas: Ste. Escuela católica Marie (primaria) y Academia regional de Spirit River (K-12).

## Residentes notables
- Hilarion Kapral, obispo y primer jerarca de ROCOR
- Patricia Joudry, guionista.
- Tim Howar, cantante y bailarín, conocido como vocalista de rock en Londres con Mike + the Mechanics
- Aaron Goodvin, cantante de música country
- Frank Grigware, que se escapó de la prisión de Leavenworth mientras cumplía cadena perpetua por robo de trenes, y fue elegido alcalde en 1916 usando el nombre de James Fahey[13]